# 1. Outside
Pour les articles homonymes, voir Outside (homonymie).
Albums de David Bowie
The Singles Collection
(1994) Earthling
(1997)
Singles
1. The Hearts Filthy Lesson
Sortie : 11 septembre 1995
2. Strangers When We Meet
Sortie : 20 novembre 1995
3. Hallo Spaceboy
Sortie : 19 février 1996

Outside (stylisé comme 1. Outside et sous-titré The Nathan Adler Diaries: A Hyper-cycle) est le vingtième album studio de l'artiste britannique David Bowie paru le 25 septembre 1995 par Virgin Records aux États-Unis et Arista Records, BMG et RCA Records ailleurs. Il marque les retrouvailles de Bowie avec Brian Eno après leur collaboration pour la trilogie berlinoise dans les années 1970. Les deux artistes sont inspirés par des concepts à contre-courant des musiques commerciales dominantes. Enregistrées tout au long de 1994, les séances expérimentales ont vu Bowie concevoir un monde où les "crimes artistiques", tels que le meurtre, envahissent la société. Le projet Leon qui en a résulté s'est initialement heurté au refus des labels en raison de sa nature non commerciale. Le piratage du projet a conduit à des sessions supplémentaires en 1995 pour réviser le concept et enregistrer plus de chansons commerciales, inspiré d'un journal que Bowie a écrit pour le magazine Q.
1. Outside est un album-concept qui se veut la première partie sur cinq d'un « hyper-cycle dramatique gothique non linéaire », restée sans suite. Influencé par la série télévisée Twin Peaks, le récit non linéaire de 1. Outside concerne les habitants de la ville fictive d'Oxford, dans le New Jersey, et suit le détective Nathan Adler alors qu'il enquête sur le meurtre d'une jeune fille de 14 ans. Les différentes chansons montrent des points de vue de personnages spécifiques, tandis que les interludes de morceaux parlées entre les chansons transmettent plus d'informations sur les personnages ; l'histoire et les notes du journal d'Adler ont été présentées dans le livret du CD de l'album. Musicalement, 1. Outside présente des styles allant de l'art rock, du rock industriel et de l'avant-garde jazz à la musique électronique et à l'ambient. La pochette de l'album est un autoportrait de Bowie.
Sorti à l'apogée de la Britpop au Royaume-Uni, Outside a reçu un accueil critique mitigé. Alors que la plupart ont fait l'éloge de la musique, d'autres ont trouvé le concept prétentieux et difficile à suivre. Néanmoins, beaucoup le considéraient comme le meilleur disque de Bowie depuis Scary Monsters (and Super Creeps) (1980). Outside se classe à la 8e place au Royaume-Uni et à la 21e place aux États-Unis. Le premier single, The Hearts Filthy Lesson, échoue dans les classements mais les singles suivants, Strangers When We Meet et un remix de Hallo Spaceboy avec Pet Shop Boys, se sont bien classés au Royaume-Uni.
La tournée de promotion de l'album, de septembre 1995 à janvier 1996, voit Bowie se produire avec Nine Inch Nails, mais est reproché de ne pas avoir joué des succès plus anciens. Plusieurs suites prévues pour Outside ne se sont jamais concrétisées, laissant l'histoire de l'album sans suite. Au lieu de cela, Bowie a utilisé des idées musicales de l'album et de la tournée pour l'album suivant, Earthling (1997). Rétrospectivement, Outside a reçu des évaluations plus positives, la plupart continuant à louer la musique mais critiquant l'histoire et la longueur. L'album a été réédité en 2003 et remasterisé en 2021 dans le cadre du coffret Brilliant Adventure (1992–2001).

## Histoire

### Contexte

#### Retrouvailles au mariage
David Bowie se marie avec la mannequin Iman Abdulmajid le 24 avril 1992 dans une cérémonie privée à Montreux, en Suisse. Quelques semaines plus tard, le 6 juin, ils organisent une grande cérémonie publique à l'église Saint-Jacques de Florence, en Italie. Parmi les nombreuses célébrités invitées se trouve Brian Eno, musicien et producteur avec qui Bowie a collaboré à la fin des années 1970 pour trois albums (Low, "Heroes" et Lodger). Cette « trilogie berlinoise », qui se caractérise par son approche expérimentale, constitue l'une des œuvres les plus appréciées et influentes de la discographie de Bowie. Principalement connu pour son travail dans le genre ambiant à cette époque, en 1992, Eno était un producteur très respecté, qui vient d'enregistrer l'album Achtung Baby de U2 sorti en 1991. Pendant la réception, les deux hommes parlent musique et envisagent de travailler à nouveau ensemble dans un futur proche. Après avoir entendu l'album The Buddha of Suburbia l'année suivante, Brian Eno se rend disponible pour travailler le prochain album de David Bowie.

« [Brian and moi] avons réalisé que nous étions tous les deux intéressés à aller à contre-courant de la musique commerciale dominante plutôt que de nous y lancer dedans. Nous nous sommes envoyé de longs manifestes sur ce qui manquait à la musique et ce que nous devrions faire. Nous avons décidé de vraiment expérimenter et d'entrer en studio sans même une idée. »

— David Bowie sur ses retrouvailles avec Brian Eno, 1995

#### Inspirations par d'autres formes artistiques
Bowie et Eno commencent à aborder le nouveau projet en fin d'année 1993, comprenant l'échange d'idées. Le guitariste Reeves Gabrels, ancien compère de David Bowie au sein de Tin Machine, a rappelé que l'une des idées est l'équivalent d'un "problème mathématique". Selon l'auteur Paul Trynka, les idées formées "revenaient" aux découvertes musicales de Bowie lors de son premier voyage en Amérique au début de 1971. À la recherche d'inspiration, le duo visite l'hôpital psychiatrique de Gugging près de Vienne, en Autriche, en janvier 1994, qui contient une aile dont les patients étaient bien connus pour leur "Art Outsider",. Bowie a déclaré plus tard au magazine Interview : "Certains d'entre eux ne font même pas [leur art] comme une expression d'eux-mêmes; ils le font parce que leur travail, c'est eux." L'expérience a donné son titre au prochain album.

Bowie a également été captivé par le Minotaure, une figure mythique de l'Antiquité classique. Il a peint la figure au début des années 1990 et, après avoir vu un article du New York Times en parler, l'a incorporé comme motif pour Outside. En 1994, l'intérêt de Bowie pour l'art contemporain augmente au point où il a rejoint le comité de rédaction du magazine Modern Painters. Son intérêt pour les artistes de scène tels que Rudolf Schwarzkogler, Ron Athey, Chris Burden et Damien Hirst a influencé le concept du nouvel album. Concernant le concept de la mort en tant qu'art, Bowie a déclaré au magazine Vox :

### Enregistrement

#### Premières sessions

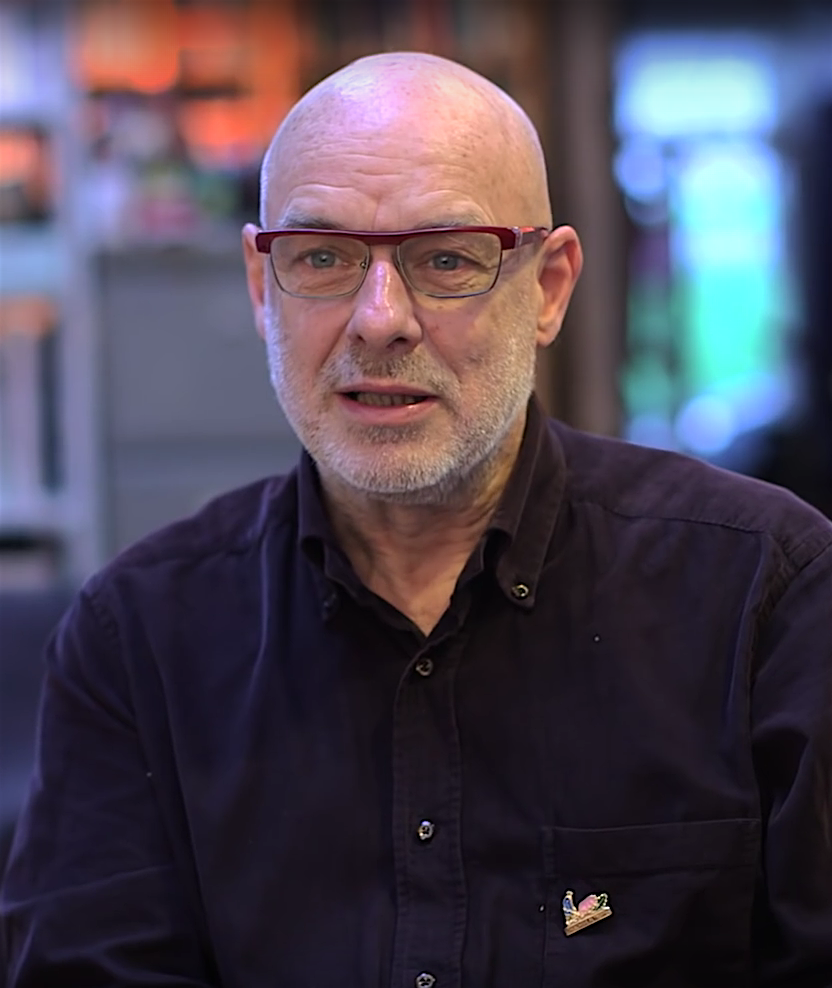
Le principal collaborateur de Bowie pour Outside est le producteur Brian Eno (ici en 2015), qui avait auparavant travaillé avec Bowie sur sa trilogie berlinoise à la fin des années 1970.

Les séances d'enregistrement de Outside débutent en mars 1994 aux Studios Mountain de Montreux, en Suisse. La production est assurée par Bowie, Eno et David Richards, le coproducteur de Never Let Me Down (1987) et The Buddha of Suburbia. Bowie et Eno sont déterminés à créer quelque chose de différent des albums de Berlin. Ce dernier a expliqué: "Nous ne voulons pas faire un autre disque d'un tas de chansons. Il doit y avoir un plus grand environnement en jeu que cela." Bowie s'entoure de musiciens avec qui il a déjà travaillé : le guitariste Reeves Gabrels, le multi-instrumentiste Erdal Kızılçay à la basse, le pianiste Mike Garson et le batteur Sterling Campbell. Bowie décrit le jeu de ce dernier comme "spontané et extrêmement inventif. [Il] joue une chanson différemment à chaque fois; il y a différentes nuances par rapport à son maître, Dennis Davis."
S'écartant du processus de réalisation des œuvres les plus récentes de Bowie, la majorité des morceaux sont composés sur place en studio; certains sont entièrement improvisés. Au cours des sessions, Bowie et Eno utilisent des techniques expérimentales précédemment utilisées lors de la trilogie berlinoise, telles que les cartes des Stratégies obliques de ce dernier destinées à stimuler la créativité. Chacune des cartes contient une instruction écrite, comme "Vous êtes le membre mécontent d'un groupe de rock sud-africain. Jouez les notes qui ont été supprimées." Bowie a expliqué que les cartes donnent le ton à chaque jour, emmenant la musique dans des directions "obscures": "Et cela tomberait très rarement dans le cliché." Eno a déclaré que cela est fait comme un moyen pour les musiciens de "vous libérer d'être vous-même". Garson et Gabrels ont répondu favorablement aux cartes, mais Kızılçay est contre cela au début, les trouvant déroutantes et inutiles. Plus tard, il s'est plaint des méthodes d'Eno au biographe Marc Spitz, déclarant "qu'il ne peut même pas jouer quatre mesures... [ni] jouer deux harmonies ensemble. [...] Je ne sais pas comment il est devenu si célèbre."
Bowie passe principalement son temps à peindre pendant les sessions. Selon Eno, il "s'est presque assis les premiers jours des sessions. [...] Nous créions des situations musicales et parfois il se joignait à nous si cela devenait intéressant." Dans son journal daté du 3 mars 1994, Bowie a écrit qu'il est satisfait de la direction musicale actuelle et qu'il prévoit de refaire Dead Against It, chanson parue à l'origine sur l'album The Buddha of Suburbia en 1993, bien que cela ne se soit jamais concrétisé. Pour écrire les paroles, Bowie a fait passer des mots dans un programme sur Macintosh d'Apple, qui reflète la technique de découpage inspirée de William S. Burroughs que Bowie avait précédemment utilisée pour des albums tels que Diamond Dogs (1974). Il a expliqué : "J'ai utilisé des extraits de poèmes et d'articles de magazines et de journaux, et je les ai retapés et les ai mis dans l'ordinateur... ça recrache tout, et j'en fais ce que je veux." Chaque musicien a reçu son propre coin du studio, ce qui, selon Trynka, a contribué à l'arrangement général "comme un événement artistique". Discutant de l'atmosphère du studio, Garson a déclaré au biographe David Buckley : "C'était l'un des environnements les plus créatifs dans lesquels j'aie jamais été. Nous commencions juste à jouer. Il n'y avait pas de tonalité donnée, pas de forme, rien." Les séances sont également filmées par une équipe de tournage; Garson a commenté que "[l'équipage] savait que c'était spécial à un certain niveau."
Les pistes d'accompagnement sont réalisées en 10 jours, tandis que le travail d'ajout (Re-recording) se poursuit de manière intermittente à Montreux jusqu'au mois de novembre 1994. L'album, qui a pour titre de travail Leon, est alors conçu comme "opéra improvisé"  avec une série de morceaux très longs. Environ 25 à 30 heures de matériel sont enregistrées, pour être initialement réduit à un contenu susceptible d'occuper deux, voire trois CD. Le matériel est mixé aux Westside Studios à Londres.
Eno veut initialement publier l'œuvre avec une couverture noire et sans nom, inspiré par le concept du Black Album de Prince en 1994 selon Gabrels. Selon le biographe Chris O'Leary, le contenu a été piraté et a entraîné le rejet par Bowie du concept Leon. Gabrels a commenté sur son site Web en 2003 que Leon "aurait été une déclaration musicale très sérieuse, et aurait peut-être énervé plus de gens que lors de Tin Machine".

#### Dernières sessions

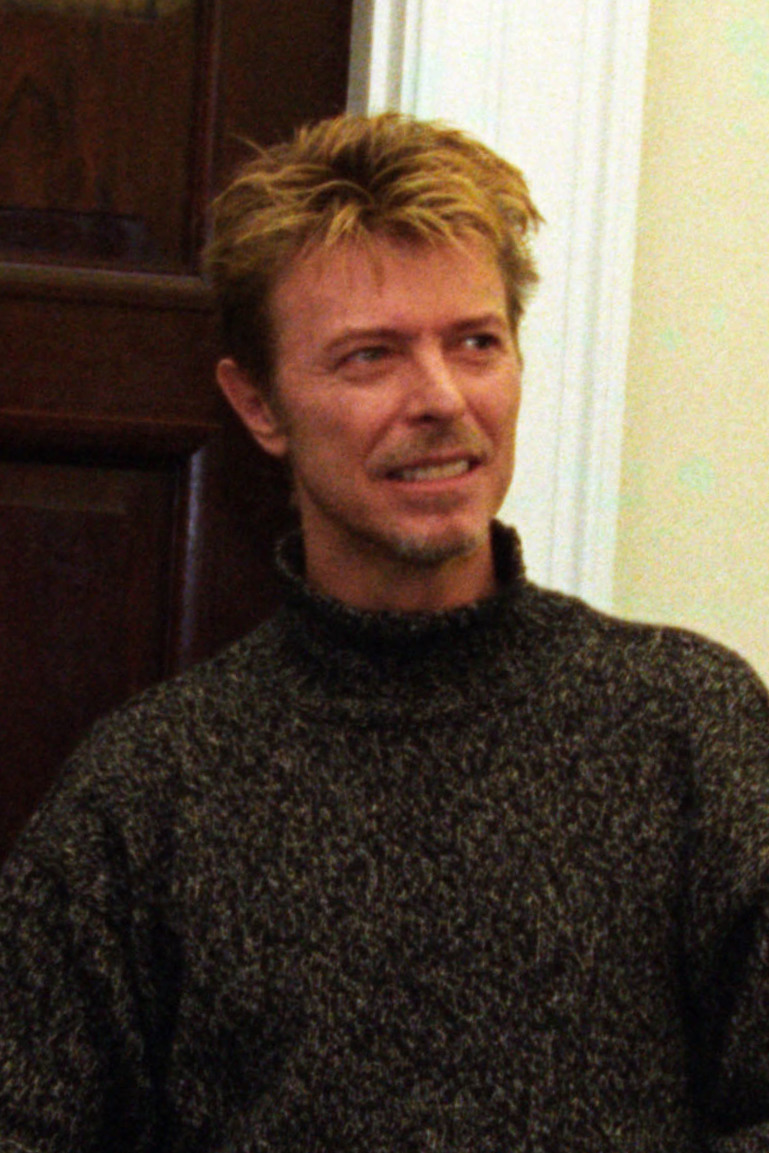
David Bowie en 1995.

Bowie se heurte à l'indifférence des maisons de disques, qui jugent la musique de Leon trop peu commerciale pour lui offrir un contrat. Gabrels a déclaré à Buckley : "On ne m'a jamais dit qu'il avait été rejeté faute de matériel commercial. Je pensais juste que la décision avait été prise qu'il aurait été fou de publier [Leon] d'un point de vue commercial… et que nous devions réenregistrer d'autres chansons."
Une deuxième phase de travail se déroule donc en janvier et février 1995 au studio new-yorkais The Hit Factory pour rendre Leon plus accessible. Hallo Spaceboy et I'm Deranged sont retravaillées et de nouveaux morceaux sont enregistrés : Outside, Thru' These Architects Eyes, We Prick You, I Have Not Been to Oxford Town, No Control et une nouvelle version de Strangers When We Meet, chanson parue à l'origine sur l'album The Buddha of Suburbia en 1993.
Les nouveaux musiciens qui s'ajoutent sont le guitariste Carlos Alomar, ancien collaborateur régulier de l'artiste jusqu'à son renvoi après la tournée Glass Spider de 1987 ; Kevin Armstrong, ancien membre de Tin Machine, sur Thru These Architects Eyes ; et le batteur de jazz Joey Baron, que Bowie jugeait "si stable" que "les métronomes tremblaient de peur". La chanson Now d'Armstrong, tentée pour la première fois par Tin Machine lors des sessions de leur premier album de 1989, a été adaptée dans la chanson titre. Selon Trynka, Armstrong a enregistré ses contributions à Westside.

### Parution et accueil
1. Outside est publié le 25 septembre 1995 par BMG au Royaume-Uni et par Virgin aux États-Unis.
Plusieurs morceaux de l'album sont utilisés au cinéma. I'm Deranged est le thème principal de Lost Highway de David Lynch (1997), tandis que The Hearts Filthy Lesson sert de générique de fin à Se7en de David Fincher (1995). Une reprise de I Have Not Been to Oxford Town par Zoë Poledouris, rebaptisée I Have Not Been to Paradise, figure dans la bande originale de Starship Troopers de Paul Verhoeven (1996).

### Postérité
1. Outside est pensé comme le premier d'une série de cinq albums, prévus pour paraître au rythme d'un par année jusqu'en 1999, et chroniquer d'une certaine manière la fin du XXe siècle. Distrait par d'autres projets, Bowie ne concrétise jamais ces ambitieux plans et la suite de 1. Outside, censée s'intituler 2. Contamination, ne voit pas le jour.

## Caractéristiques artistiques

### Concept
Long de près d'une heure et quart, 1. Outside est le plus long album studio de la carrière de Bowie.
Au-delà des paroles des chansons et des monologues parlés servant d'« interludes » (segue), le concept est détaillé dans le texte du livret de l'album, intitulé « The Diaries of Nathan Adler or the Art-Ritual Murder of Baby Grace Blue » (« Les journaux de Nathan Adler ou le meurtre rituel-artistique de Baby Grace Blue »). En 1999, le détective Nathan Adler travaille dans la division « Art-Crime Inc. », chargée d'enquêter sur l'Art-Crime, un nouveau courant artistique utilisant le meurtre comme une forme d'art, dont la dernière victime en date est une jeune fille de 14 ans, Baby Grace Blue.
La trame complexe de l'album, guère explicitée par le livret, a été décrite comme « un mélange de Sam Spade et de Neuromancien avec une dose de Festin nu » dans Rolling Stone.
Durant une interview[source insuffisante], Bowie a dévoilé les influences de son album. Pour créer le journal intime de Nathan Adler, il s'est d'abord inspiré de… son propre journal intime. Le thème de l'album est cependant basé sur les sujets favoris de Bowie et ses musiciens.
Le concept d'Outside est né le 12 mars 1994, au cours de ce que Bowie qualifie de session d'enregistrement "aveuglément orgiaque". Alors que le groupe improvise, il conçoit de nombreux personnages sur place, jouant chacun "pendant peut-être cinq minutes à la fois". Il révèle plus tard que "presque toute la genèse de [Outside] est contenue dans ces trois heures et demie". Dans ce que Bowie qualifie d '"hyper-cycle dramatique gothique non linéaire", il développe un monde où les "crimes artistiques", dont Jason Draper du magazine Dig! décrit comme "meurtre et mutilation pour la consommation publique", la société pervertie et les "agressions conceptuelles" méritent leur propre division de police financée par le "Arts Protectorate of London".

« Avec 1. Outside, placer l'environnement étrange d'une ville de Diamond Dogs maintenant dans les années 90 lui donne une tournure entièrement différente. C'était important pour cette ville, ce lieu, d'avoir une population, un certain nombre de personnages. J'ai essayé de diversifier autant que possible ces types vraiment excentriques [...] Le récit et les histoires ne sont pas le contenu - le contenu est les espaces entre les morceaux linéaires. Les textures bizarres et étranges. »

— David Bowie au sujet du contexte et des personnages d'Outside, 1995
À la fin de 1994, le magazine Q a demandé à Bowie d'écrire un journal pendant 10 jours afin de contribuer à leur 100e numéro. Craignant que le journal ne soit inintéressant s'il était présenté comme un pur récit au jour le jour, il a révisé le concept de Leon et a écrit ce qui est devenu la base de Outside: The Diary of Nathan Adler or the Art-Ritual Murder of Baby Grace Belew. La même histoire, avec de légères révisions, est apparue dans le livret du CD de l'album. Selon Gabrels, Bowie "a approfondi [le concept Leon] et l'a révisé et réécrit. [...] L'ordre et l'intrigue ont été imposés / inventés... après coup." Alors que les personnages manquaient de motivations sur Leon, ils ont maintenant des personnalités et des motifs distincts sur Outside, similaires au jeu de société Cluedo. S'inspirant de la série télévisée Twin Peaks, Outside concerne la ville fictive d'Oxford, dans le New Jersey, et ses habitants, notamment: un détective nommé Nathan Adler; une bijoutière nommé Ramona A. Stone; une fille de 14 ans nommée Baby Grace Blue; un solitaire de 78 ans nommé Algeria Touchshriek ; un étranger métis nommé Leon Blank; Paddy, l'un des informateurs d'Adler; et une silhouette ténébreuse nommée The Artist/Minotaure. Bowie, qui a dépeint tous les personnages, a déclaré qu'il les avait tous basés sur lui-même, ce que Roch Parisien d'AllMusic a trouvé "par conséquent, une composante de tous les personnages précédents que Bowie a adoptés au fil des ans".
L'histoire de Outside se déroule sur deux décennies, entre 1977 et 1999, et est présentée dans un récit non linéaire. Le livret du CD de l'album contient les notes du journal d'Adler ainsi que les paroles des chansons qui sont parfois déformées et illisibles. L'album comporte également plusieurs interludes ("segue") de morceaux parlés comme enchaînements entre les chansons, qui donnent un meilleur aperçu de l'histoire et des pensées des personnages. Parisien considère que les enchaînements rappelaient le "Cockney campiness" des morceaux des années 1960 de Bowie Please Mr. Gravedigger et The Laughing Gnome,. Décrit par certains comme un album concept,, Paul Gorman de Music Week a trouvé l'utilisation de la narration sur Outside un rappel de Ziggy Stardust (1972) et Diamond Dogs. Bowie a décrit Adler, le protagoniste, comme un individu qui utilise la nostalgie pour revenir sur des temps plus simples : "Il est vraiment plutôt découragé que les choses soient brisées dans ce genre d'état chaotique fragmenté." Le biographe Chris O'Leary considère le personnage comme "plus laconique" dans Outside que dans Leon. Le point de vue d'Adler est montré dans The Hearts Filthy Lesson, No Control et deux interludes,. Stone, la méchante, commence comme une "futuriste tyrannique", prêtresse du Centre de Suicide de la Race Blanche, et se termine comme gérante d'une boutique de "bijouterie corporelle" (cordons ombilicaux incrustés de diamants) et propriétaire d'un robot qui proclame: "Dans l'avenir, c'était chacun pour soi". Bowie a manipulé sa voix en utilisant divers synthétiseurs pour la représenter. Son point de vue est donné dans une interlude et I Am with name,.
Le corps démembré de Baby Grace Blue est retrouvé dans un musée de la ville. La scène est décrite en détail dans le livret du CD tandis que sur l'album, les derniers mots de la jeune fille apparaissent sur une cassette (Segue - Baby Grace (A Horrid Cassette)). Bowie a déclaré que la voix de Grace signifiait le plus pour lui car il l'a basée sur un ami proche qui à l'époque connaissait des problèmes dans son couple. Une fois le corps retrouvé, l'objectif principal d'Adler est de retrouver le meurtrier. Le vieux personnage d'Algeria Touchshriek, 78 ans, trafiquant d'empreintes d'ADN, receleur d'apparitions médiumniques, soupçonné de mégalomanie, "traite de la drogue artistique et des empreintes ADN". Basé sur de nombreux personnages des chansons de Bowie des années 1960, Touchshriek est décrit dans une interlude comme marchant près du musée où le corps a été retrouvé et qu'il "a connu Leon une fois". Blank, l'un des anciens amants de Stone, est un artiste étranger métis accusé de plagiat sans licence et un des suspects de ce meurtre (il est en réalité innocent). Bowie le caractérise comme un mélange du musicien Tricky (ancien membre de Massive Attack) et du peintre Jean-Michel Basquiat. Tout au long de l'album, il est principalement vu à travers les yeux des autres (Leon Takes Us Outside, The Motel et Strangers When We Meet), mais on lui donne son propre point de vue sur I Have Not Been to Oxford Town, où il nie son implication dans les meurtres; Blank est également attribué à Thru' These Architects Eyes, bien que le morceau ait peu à voir avec le récit de Outside. L'Artiste/Minotaure est une figure qui "se cache derrière le meurtre rituel de l'art" au centre du récit. Son point de vue est donné lors de The Voyeur of Utter Destruction (as Beauty), Wishful Beginnings et I'm Deranged. Les habitants d'Oxford Town transmettent des réflexions sur A Small Plot of Land, tandis que We Prick You concerne les idéaux des membres de la Cour de justice.

### Styles musicaux
Musicalement, le but de Bowie est d'apporter le style des années 1970 dans les années 1990, ce qui explique les influences punk, folkloriques, voire jazz (cf. A Small Plot of Land) de l'album.
Outside contient une grande variété de styles musicaux, y compris le rock, le jazz, l'électro, le rock industriel et l'ambient. Les écrivains de The Independent et de BBC News l'ont rétrospectivement classé comme art rock et rock industriel,. Adam Trainer de PopMatters a également décrit la musique comme "principalement industrielle et trip hop, filtrée à travers le prisme de l'art rock". Il a en outre soutenu que les «paysages sonores» de l'album présentaient «l'hybridité rock / électronique» qui serait qualifiée de post-rock par les analystes musicaux et le grand public. Le biographe Christopher Sandford trouve la musique évocatrice des "styles de faux-jazz" trouvés sur Aladdin Sane (1973), tandis que dans le magazine Spin, Barry Walters a noté la présence de rock progressif. D'autres commentateurs, dont Nick DeRiso d'Ultimate Classic Rock, ont reconnu les styles de techno, de grunge et d'industriel plutôt que "les bases sonores électroniques" qui ont illustré la trilogie berlinoise. D'autres styles reconnus par les biographes de Bowie incluent le dark ambient (Leon Takes Us Outside), l'acid jazz (The Hearts Filthy Lesson), le funk (I Have Not Been to Oxford Town, The Voyeur of Utter Destruction (as Beauty)), avant-garde jazz et classique (The Motel, A Small Plot of Land), et pop conventionnelle (I Have Not Been to Oxford Town, Strangers When We Meet). De plus, certains morceaux, tels que The Hearts Filthy Lesson, I'm Deranged et We Prick You, combinent des éléments de jungle et de drum and bass, genres que Bowie explorera pleinement sur son prochain album studio, Earthling (1997).
Discutant du son général de l'album, Buckley dit qu'il est "dense et texturé, soutenu par une section rythmique en plein essor". Écrivant pour Rock and Roll Globe, Lee Zimmerman a déclaré: "La musique coule dans une poussée continue de son et d'expression, une poussée vers l'avant qui laissait peu de place à la mélodie, mais partageait à la place une ambiance atmosphérique intrigante." L'auteur James E. Perone trouve que de nombreux morceaux agissent comme des "morceaux d'ambiance" pour l'ensemble de l'album plutôt que comme des morceaux autonomes. Selon l'écrivain Alan Franks : "Les chansons ont une construction lente et prudente dans la ligne directrice, mais elles ne sont absolument pas écrites comme des chansons pop et elles ne sont pas particulièrement écrites comme des chansons rock. C'est presque comme ce que ferait Jacques Brel s'il se lançait à présent dans les sons lourds." Les biographes ont également comparé certains sons sur Outside aux albums précédents de Bowie, tels que Diamond Dogs, Lodger (1979), Scary Monsters (1980) et Tonight (1984). En ce qui concerne les interludes, le biographe Nicholas Pegg caractérise leurs styles musicaux comme principalement ambiants, avec des accompagnements de guitare, de piano et de synthétiseur. Trainer a commenté qu'ils "parlent du rôle des interludes de Leon dans le développement de Outside".
Les deux premières pistes, Leon Takes Us Outside et la chanson titre, ont musicalement préparé le terrain pour le reste de l'album. The Hearts Filthy Lesson contient un groove presque atonal que Pegg appelle "une dalle de techno-rock industriel" sur une "figure de piano jazz excentrique". Poursuivant la saveur du jazz, A Small Plot of Land, qui atteint son apogée pour devenir, selon les mots de Pegg, l'un des "morceaux les plus difficiles" de l'album. Hallo Spaceboy, qui a été développé à partir d'un instrumental écrit par Gabrels intitulé "Moondust", est un morceau industriel que Pegg appelle "un maelström hardcore de bruit de science-fiction, de percussions hypnotiques à grande vitesse et d'un riff de quatre notes de guitare". Spitz le nomme "le titre rock le plus convaincant" de Bowie depuis Rebel Rebel (1974). The Motel, décrite par Pegg comme la pièce maîtresse de l'album, est comparé par Buckley à The Electrician des Walker Brothers (1978), tandis que Perone compare I Have Not Been to Oxford Town à We Will Rock You (1977) de Queen. No Control apporte un ton plus sombre à l'album, avec une "ligne de basse de synthé aux tranchants durs". Plus tard, I Am with Name reprend les "ambiances" de l'ouverture de l'album. Wishful Beginnings évoque "une mélodie mystérieuse et abstraite sur des sons électroniques synthétisés, superposés et qui se construisent lentement". I'm Deranged transmet des styles musicaux similaires qui imprègnent le reste de l'album. Comparé à la version originale sur The Buddha of Suburbia, le remake de Strangers When We Meet contient un arrangement plus luxuriant influencé par l'album The Joshua Tree (1987) de U2 co-produit par Eno. Pegg écrit qu'il résout "l'angoisse et la comédie noire" de l'album avec une "tranche apaisante de pop conventionnelle". D'un autre côté, Trainer considérait que c'était une façon "étrange" de terminer l'album, écrivant que c'était "clairement une tentative de ... insuffler un sentiment de calme tout en perpétuant l'air noir du mystère".

### Habillage visuel
La pochette de l'album est un autoportrait de Bowie réalisé à l'acrylique intitulé Head of DB. Le livret inclut des photos abondamment retouchées du chanteur qui incarne tous les personnages principaux du journal de Nathan Adler.

## Fiche technique

### Titres

#### Album original
| No  | Titre                                       | Auteur                                                                                 | Durée |
| --- | ------------------------------------------- | -------------------------------------------------------------------------------------- | ----- |
| 1.  | Leon Takes Us Outside                       | David Bowie, Brian Eno, Reeves Gabrels, Mike Garson, Erdal Kızılçay, Sterling Campbell | 1:25  |
| 2.  | Outside                                     | David Bowie, Kevin Armstrong                                                           | 4:04  |
| 3.  | The Hearts Filthy Lesson                    | Bowie, Eno, Gabrels, Garson, Kizilcay, Campbell                                        | 4:57  |
| 4.  | A Small Plot of Land                        | Bowie, Eno, Gabrels, Garson, Kizilcay, Campbell                                        | 6:34  |
| 5.  | Segue – Baby Grace (A Horrid Cassette)      | Bowie, Eno, Gabrels, Garson, Kizilcay, Campbell                                        | 1:39  |
| 6.  | Hallo Spaceboy                              | Bowie, Eno                                                                             | 5:14  |
| 7.  | The Motel                                   | Bowie, Eno                                                                             | 6:49  |
| 8.  | I Have Not Been to Oxford Town              | Bowie, Eno                                                                             | 3:47  |
| 9.  | No Control                                  | Bowie, Eno                                                                             | 4:33  |
| 10. | Segue – Algeria Touchschriek                | Bowie, Eno, Gabrels, Garson, Kizilcay, Campbell                                        | 2:03  |
| 11. | The Voyeur of Utter Destruction (as Beauty) | Bowie, Eno, Gabrels                                                                    | 4:21  |
| 12. | Segue – Ramona A. Stone / I Am with Name    | Bowie, Eno, Gabrels, Garson, Kizilcay, Campbell                                        | 4:01  |
| 13. | Wishful Beginnings                          | Bowie, Eno                                                                             | 5:08  |
| 14. | We Prick You                                | Bowie, Eno                                                                             | 4:33  |
| 15. | Segue – Nathan Adler                        | Bowie, Eno, Gabrels, Garson, Kizilcay, Campbell                                        | 1:00  |
| 16. | I'm Deranged                                | Bowie, Eno                                                                             | 4:31  |
| 17. | Thru' These Architects Eyes                 | Bowie, Gabrels                                                                         | 4:22  |
| 18. | Segue – Nathan Adler                        | Bowie, Eno                                                                             | 0:28  |
| 19. | Strangers When We Meet                      | Bowie                                                                                  | 5:07  |

#### Autres éditions
L'édition japonaise de 1. Outside inclut une chanson supplémentaire.
| No  | Titre    | Auteur     | Durée |
| --- | -------- | ---------- | ----- |
| 20. | Get Real | Bowie, Eno | 2:49  |

Outre l'édition CD ordinaire, il existe plusieurs versions particulières de 1. Outside. Le vinyle Excerpts from Outside, publié au même moment que le CD, est une version abrégée de l'album dont certains titres sont omis et d'autres raccourcis.
| 1. | Leon Takes Us Outside (version courte) | 0:24 |
| 2. | Outside                                | 4:04 |
| 3. | The Hearts Filthy Lesson               | 4:57 |
| 4. | A Small Plot of Land                   | 6:34 |
| 5. | Segue – Baby Grace (A Horrid Cassette) | 1:34 |
| 6. | Hallo Spaceboy                         | 5:14 |

| 7.  | The Motel (version courte)                  | 5:03 |
| 8.  | I Have Not Been to Oxford Town              | 3:47 |
| 9.  | The Voyeur of Utter Destruction (as Beauty) | 4:21 |
| 10. | Segue – Ramona A. Stone / I Am with Name    | 4:01 |
| 11. | We Prick You                                | 4:33 |
| 12. | Segue – Nathan Adler                        | 1:00 |
| 13. | I'm Deranged                                | 4:31 |

En 1996, une édition spéciale est éditée au Japon pour promouvoir le Outside Tour, avec un CD bonus.
| 1. | Hallo Spaceboy (remix des Pet Shop Boys)                    |                                                              | 4:26 |
| 2. | Under Pressure (enregistrée en concert en 1995)             | Brian May, Roger Taylor, Freddie Mercury, John Deacon, Bowie | 4:08 |
| 3. | Moonage Daydream (enregistrée en concert en 1995)           | Bowie                                                        | 5:29 |
| 4. | The Man Who Sold the World (enregistrée en concert en 1995) | Bowie                                                        | 3:35 |
| 5. | Strangers When We Meet (version éditée)                     |                                                              | 4:21 |
| 6. | The Hearts Filthy Lesson (Rubber mix)                       |                                                              | 4:56 |

En 2004 sort une réédition de luxe qui comprend également un CD bonus.
| 1.  | The Hearts Filthy Lesson (mix alternatif de Trent Reznor, Dave Ogilvie et Chris Vrenna) |            | 5:20 |
| 2.  | The Hearts Filthy Lesson (« Rubber Mix » de Tony Maserati et Robert Holmes)             |            | 7:41 |
| 3.  | The Hearts Filthy Lesson (« Simple Test Mix » de Tony Maserati et Robert Holmes)        |            | 6:38 |
| 4.  | The Hearts Filthy Lesson (« Filthy Mix » de Tony Maserati et Robert Holmes)             |            | 5:51 |
| 5.  | The Hearts Filthy Lesson (« Good Karma Mix » de Tim Simenon)                            |            | 5:00 |
| 6.  | A Small Plot of Land (version du film Basquiat)                                         |            | 2:48 |
| 7.  | Hallo Spaceboy (remix 12" des Pet Shop Boys)                                            |            | 6:45 |
| 8.  | Hallo Spaceboy (« Double Click Mix » de Dave Ball et Ingo Vauk)                         |            | 3:47 |
| 9.  | Hallo Spaceboy (version instrumentale)                                                  |            | 4:33 |
| 10. | Hallo Spaceboy (« Lost in Space Mix » de Dave Ball et Ingo Vauk)                        |            | 2:03 |
| 11. | I am with Name (version de l'album)                                                     |            | 4:01 |
| 12. | I'm Deranged (« Jungle Mix » de Mark Plati)                                             |            | 7:00 |
| 13. | Get Real                                                                                |            | 5:08 |
| 14. | Nothing to Be Desired                                                                   | Bowie, Eno | 4:33 |

### Musiciens
- David Bowie : chant, saxophone, guitare, claviers
- Brian Eno : synthétiseurs, traitements, stratégies
- Reeves Gabrels : guitare
- Erdal Kızılçay : basse, claviers
- Mike Garson : piano
- Sterling Campbell : batterie
- Carlos Alomar : guitare rythmique
- Joey Baron : batterie
- Yossi Fine : basse
- Tom Frish : guitare sur Strangers When We Meet
- Kevin Armstrong : guitare sur Thru' These Architects Eyes
- Bryony, Lola, Josey & Ruby Edwards : chœurs sur The Hearts Filthy Lesson et I Am with Name

### Équipe de production
- David Bowie : production, assistant mixage, conception et illustration de la pochette
- Brian Eno : production
- David Richards : coproduction, ingénieur du son, mixage, mastering
- Andy Grassi, Ben Fenner, Domonik Tarqua, Jon Goldberger : assistants ingénieurs du son
- Kevin Metcalfe : mastering
- Deonovo : conception et réalisation de la pochette et du livret
- John Scarisbrick : photographie
- Jennifer Elster : styliste

### Classements et certifications
| Classement                         | Meilleure place |
| ---------------------------------- | --------------- |
| Allemagne (Media Control AG)       | 33              |
| Belgique (Flandre Ultratop)        | 12              |
| Belgique (Wallonie Ultratop)       | 14              |
| États-Unis (Billboard 200)         | 21              |
| Finlande (Suomen virallinen lista) | 26              |
| France (SNEP)                      | 15              |
| Norvège (VG-lista)                 | 15              |
| Nouvelle-Zélande (RIANZ)           | 37              |
| Pays-Bas (Mega Album Top 100)      | 38              |
| Royaume-Uni (UK Albums Chart)      | 8               |
| Suède (Sverigetopplistan)          | 13              |
| Suisse (Schweizer Hitparade)       | 22              |

| Pays              | Certification | Date              | Ventes certifiées |
| ----------------- | ------------- | ----------------- | ----------------- |
| Royaume-Uni (BPI) | Argent        | 1er décembre 1995 | 60 000            |